# Гамболо
Гамболо (итал. Gambolò) је насеље у Италији у округу Павија, региону Ломбардија.
Према процени из 2011. у насељу је живело 7939 становника. Насеље се налази на надморској висини од 104 м.

## Становништво
| 1936. | 1951. | 1961. | 1971. | 1981. | 1991. | 2001. | 2011. |
| ----- | ----- | ----- | ----- | ----- | ----- | ----- | ----- |
| 6.289 | 6.598 | 7.055 | 6.718 | 7.421 | 7.654 | 8.323 | 9.779 |